# Gran Premio motociclistico del Qatar 2012
Il Gran Premio motociclistico del Qatar 2012, corso l'8 aprile, è il primo Gran Premio della stagione 2012. La gara si è disputata a Doha, sul circuito di Losail. Si tratta della prima gara nella storia della classe Moto3, che va a sostituire la classe 125.

## Prove e qualifiche

### Moto3
Le sessioni di prove libere hanno visto il miglior tempo di Maverick Viñales su FTR Honda nelle prime due, mentre nella terza il più veloce è stato Sandro Cortese su KTM, che ha poi ottenuto la pole position. Nella sessione di qualifica si è avuta questa situazione:
1. Sandro Cortese - KTM 2:08.188
2. Maverick Viñales - FTR Honda 2:08.204
3. Louis Rossi - FTR Honda 2:08.303

### Moto2
In tutte e tre le sessioni di prove libere il più veloce è stato Thomas Lüthi su Suter; allo stesso pilota svizzero è andata anche la pole position. Nella sessione di qualifica si è avuta questa situazione:
1. Thomas Lüthi - Suter 2:00.187
2. Marc Márquez - Suter 2:00.259
3. Andrea Iannone - Speed Up 2:00.296

### MotoGP
Nella prima sessione di prove il miglior tempo è di Casey Stoner su Honda (1:56.474), seguito da Jorge Lorenzo su Yamaha e Nicky Hayden con la Ducati. Nella seconda sessione il migliore è ancora Stoner (1:55.960) seguito da Lorenzo e Andrea Dovizioso (Yamaha). Nella terza sessione davanti c'è invece Lorenzo (1:55.302), seguito da Cal Crutchlow su Yamaha e da Stoner. Nella sessione di qualifica si è avuta questa situazione:
1. Jorge Lorenzo - Yamaha 1:54.634
2. Casey Stoner - Honda 1:54.855
3. Cal Crutchlow - Yamaha 1:55.022

## Gara

### MotoGP

#### Arrivati al traguardo
| Pos | Nº | Pilota           | Squadra                   | Motocicletta | Giri | Tempo     | Griglia | Punti |
| --- | -- | ---------------- | ------------------------- | ------------ | ---- | --------- | ------- | ----- |
| 1   | 99 | Jorge Lorenzo    | Yamaha Factory Racing     | Yamaha       | 22   | 42:44.214 | 1       | 25    |
| 2   | 26 | Dani Pedrosa     | Repsol Honda              | Honda        | 22   | +0.852    | 7       | 20    |
| 3   | 1  | Casey Stoner     | Repsol Honda              | Honda        | 22   | +2.908    | 2       | 16    |
| 4   | 35 | Cal Crutchlow    | Monster Yamaha Tech 3     | Yamaha       | 22   | +17.114   | 3       | 13    |
| 5   | 4  | Andrea Dovizioso | Monster Yamaha Tech 3     | Yamaha       | 22   | +17.420   | 6       | 11    |
| 6   | 69 | Nicky Hayden     | Ducati Team               | Ducati       | 22   | +28.413   | 5       | 10    |
| 7   | 19 | Álvaro Bautista  | San Carlo Honda Gresini   | Honda        | 22   | +28.446   | 11      | 9     |
| 8   | 6  | Stefan Bradl     | LCR Honda                 | Honda        | 22   | +29.464   | 9       | 8     |
| 9   | 8  | Héctor Barberá   | Pramac Racing             | Ducati       | 22   | +31.384   | 8       | 7     |
| 10  | 46 | Valentino Rossi  | Ducati Team               | Ducati       | 22   | +33.665   | 12      | 6     |
| 11  | 11 | Ben Spies        | Yamaha Factory Racing     | Yamaha       | 22   | +56.907   | 4       | 5     |
| 12  | 5  | Colin Edwards    | NGM Mobile Forward Racing | Suter        | 22   | +58.088   | 13      | 4     |
| 13  | 14 | Randy de Puniet  | Power Electronics Aspar   | ART          | 22   | +1:10.650 | 14      | 3     |
| 14  | 68 | Yonny Hernández  | Avintia Blusens           | BQR-FTR      | 22   | +1:15.943 | 16      | 2     |
| 15  | 41 | Aleix Espargaró  | Power Electronics Aspar   | ART          | 22   | +1:26.733 | 15      | 1     |
| 16  | 22 | Iván Silva       | Avintia Blusens           | BQR-FTR      | 22   | +1:43.327 | 20      |       |
| 17  | 54 | Mattia Pasini    | Speed Master              | ART          | 22   | +1:47.419 | 18      |       |
| 18  | 77 | James Ellison    | Paul Bird Motorsport      | ART          | 22   | +1:51.882 | 21      |       |

#### Non classificato
| Nº | Pilota        | Squadra                 | Motocicletta | Giri | Tempo   | Griglia |
| -- | ------------- | ----------------------- | ------------ | ---- | ------- | ------- |
| 51 | Michele Pirro | San Carlo Honda Gresini | FTR          | 15   | +7 giri | 17      |

#### Ritirati
| Nº | Pilota          | Squadra                 | Motocicletta | Giri | Griglia |
| -- | --------------- | ----------------------- | ------------ | ---- | ------- |
| 9  | Danilo Petrucci | Came IodaRacing Project | Ioda         | 15   | 19      |
| 17 | Karel Abraham   | Cardion AB Motoracing   | Ducati       | 7    | 10      |

### Moto2

#### Arrivati al traguardo
| Pos | Nº | Pilota              | Squadra                   | Motocicletta | Giri | Tempo     | Griglia | Punti |
| --- | -- | ------------------- | ------------------------- | ------------ | ---- | --------- | ------- | ----- |
| 1   | 93 | Marc Márquez        | CatalunyaCaixa Repsol     | Suter        | 20   | 40:34.225 | 2       | 25    |
| 2   | 29 | Andrea Iannone      | Speed Master              | Speed Up     | 20   | +0.061    | 3       | 20    |
| 3   | 40 | Pol Espargaró       | Pons 40 HP Tuenti         | Kalex        | 20   | +1.412    | 4       | 16    |
| 4   | 80 | Esteve Rabat        | Pons 40 HP Tuenti         | Kalex        | 20   | +1.639    | 7       | 13    |
| 5   | 12 | Thomas Lüthi        | Interwetten-Paddock       | Suter        | 20   | +3.981    | 1       | 11    |
| 6   | 45 | Scott Redding       | Marc VDS Racing           | Kalex        | 20   | +6.768    | 13      | 10    |
| 7   | 63 | Mike Di Meglio      | S/Master Speed Up         | Speed Up     | 20   | +6.794    | 5       | 9     |
| 8   | 3  | Simone Corsi        | Came IodaRacing Project   | FTR          | 20   | +6.986    | 10      | 8     |
| 9   | 38 | Bradley Smith       | Tech 3 Racing             | Tech 3       | 20   | +10.828   | 12      | 7     |
| 10  | 36 | Mika Kallio         | Marc VDS Racing           | Kalex        | 20   | +11.379   | 14      | 6     |
| 11  | 4  | Randy Krummenacher  | GP Team Switzerland       | Kalex        | 20   | +12.750   | 21      | 5     |
| 12  | 5  | Johann Zarco        | JIR Moto2                 | Motobi       | 20   | +14.121   | 19      | 4     |
| 13  | 24 | Toni Elías          | Mapfre Aspar              | Suter        | 20   | +17.634   | 17      | 3     |
| 14  | 30 | Takaaki Nakagami    | Italtrans Racing          | Kalex        | 20   | +17.875   | 9       | 2     |
| 15  | 60 | Julián Simón        | Blusens Avintia           | FTR          | 20   | +17.894   | 11      | 1     |
| 16  | 71 | Claudio Corti       | Italtrans Racing          | Kalex        | 20   | +19.014   | 8       |       |
| 17  | 19 | Xavier Siméon       | Tech 3 Racing             | Tech 3       | 20   | +19.114   | 18      |       |
| 18  | 77 | Dominique Aegerter  | Technomag-CIP             | Suter        | 20   | +28.802   | 16      |       |
| 19  | 72 | Yūki Takahashi      | NGM Mobile Forward Racing | Suter        | 20   | +36.598   | 25      |       |
| 20  | 47 | Ángel Rodríguez     | Desguaces La Torre SAG    | FTR          | 20   | +36.738   | 22      |       |
| 21  | 14 | Ratthapark Wilairot | Thai Honda Gresini        | Moriwaki     | 20   | +37.147   | 28      |       |
| 22  | 49 | Axel Pons           | Pons 40 HP Tuenti         | Kalex        | 20   | +37.443   | 24      |       |
| 23  | 18 | Nicolás Terol       | Mapfre Aspar              | Suter        | 20   | +39.523   | 26      |       |
| 24  | 88 | Ricard Cardús       | Arguiñano Racing          | AJR          | 20   | +45.260   | 23      |       |
| 25  | 95 | Anthony West        | QMMF Racing               | Moriwaki     | 20   | +53.786   | 29      |       |
| 26  | 8  | Gino Rea            | Federal Oil Gresini       | Moriwaki     | 20   | +54.008   | 27      |       |
| 27  | 10 | Marco Colandrea     | SAG Team                  | FTR          | 20   | +1:19.054 | 31      |       |
| 28  | 7  | Alexander Lundh     | Cresto Guide MZ Racing    | MZ FTR       | 20   | +1:19.071 | 30      |       |
| 29  | 82 | Elena Rosell        | QMMF Racing               | Moriwaki     | 20   | +1:35.150 | 32      |       |
| 30  | 76 | Max Neukirchner     | Kiefer Racing             | Kalex        | 19   | +1 giro   | 6       |       |

#### Ritirati
| Nº | Pilota                | Squadra                   | Motocicletta | Giri | Griglia |
| -- | --------------------- | ------------------------- | ------------ | ---- | ------- |
| 15 | Alex De Angelis       | NGM Mobile Forward Racing | Suter        | 18   | 15      |
| 96 | Nasser Hasan Al Malki | QMMF Racing               | Moriwaki     | 10   | 33      |
| 44 | Roberto Rolfo         | Technomag-CIP             | Suter        | 3    | 20      |

### Moto3

#### Arrivati al traguardo
| Pos | Nº | Pilota              | Squadra                   | Motocicletta | Giri | Tempo     | Griglia | Punti |
| --- | -- | ------------------- | ------------------------- | ------------ | ---- | --------- | ------- | ----- |
| 1   | 25 | Maverick Viñales    | Blusens Avintia           | FTR Honda    | 18   | 38:40.995 | 2       | 25    |
| 2   | 5  | Romano Fenati       | Team Italia FMI           | FTR Honda    | 18   | +4.301    | 6       | 20    |
| 3   | 11 | Sandro Cortese      | Red Bull KTM Ajo          | KTM          | 18   | +18.013   | 1       | 16    |
| 4   | 39 | Luis Salom          | RW Racing GP              | Kalex KTM    | 18   | +18.200   | 4       | 13    |
| 5   | 44 | Miguel Oliveira     | Estrella Galicia 0,0      | Suter Honda  | 18   | +18.745   | 8       | 11    |
| 6   | 63 | Zulfahmi Khairuddin | AirAsia-Sic-Ajo           | KTM          | 18   | +19.052   | 7       | 10    |
| 7   | 61 | Arthur Sissis       | Red Bull KTM Ajo          | KTM          | 18   | +35.940   | 9       | 9     |
| 8   | 52 | Danny Kent          | Red Bull KTM Ajo          | KTM          | 18   | +21.098   | 12      | 8     |
| 9   | 96 | Louis Rossi         | Racing Team Germany       | FTR Honda    | 18   | +21.153   | 3       | 7     |
| 10  | 42 | Álex Rins           | Estrella Galicia 0,0      | Suter Honda  | 18   | +28.733   | 13      | 6     |
| 11  | 89 | Alan Techer         | Technomag-CIP-TSR         | TSR Honda    | 18   | +29.775   | 18      | 5     |
| 12  | 55 | Héctor Faubel       | Bankia Aspar              | Kalex KTM    | 18   | +29.813   | 16      | 4     |
| 13  | 31 | Niklas Ajo          | TT Motion Events Racing   | KTM          | 18   | +35.940   | 5       | 3     |
| 14  | 23 | Alberto Moncayo     | Bankia Aspar              | Kalex KTM    | 18   | +35.983   | 14      | 2     |
| 15  | 84 | Jakub Kornfeil      | Redox-Ongetta-Centro Seta | FTR Honda    | 18   | +38.641   | 19      | 1     |
| 16  | 7  | Efrén Vázquez       | JHK T-Shirt Laglisse      | Honda        | 18   | +40.219   | 21      |       |
| 17  | 27 | Niccolò Antonelli   | San Carlo Gresini         | Honda        | 18   | +50.629   | 20      |       |
| 18  | 99 | Danny Webb          | Mahindra Racing           | Mahindra     | 18   | +54.751   | 25      |       |
| 19  | 21 | Iván Moreno         | Andalucia JHK Laglisse    | FTR Honda    | 18   | +54.989   | 22      |       |
| 20  | 26 | Adrián Martín       | JHK T-Shirt Laglisse      | Honda        | 18   | +54.989   | 24      |       |
| 21  | 51 | Kenta Fujii         | Technomag-CIP-TSR         | TSR Honda    | 18   | +1:21.239 | 28      |       |
| 22  | 15 | Simone Grotzkyj     | Ambrogio Next Racing      | Oral         | 18   | +1:35.791 | 29      |       |
| 23  | 9  | Toni Finsterbusch   | Cresto Guide MZ Racing    | MZ-RE Honda  | 18   | +1:41.291 | 31      |       |
| 24  | 53 | Jasper Iwema        | Moto FGR                  | FGR Honda    | 18   | +1:54.293 | 17      |       |
| 25  | 8  | Jack Miller         | Caretta Technology        | Honda        | 17   | +1 giro   | 26      |       |

#### Ritirati
| Nº | Pilota             | Squadra             | Motocicletta | Giri | Griglia |
| -- | ------------------ | ------------------- | ------------ | ---- | ------- |
| 94 | Jonas Folger       | IodaRacing Project  | Ioda         | 11   | 32      |
| 3  | Luigi Morciano     | Ioda Team Italia    | Ioda         | 7    | 30      |
| 41 | Brad Binder        | RW Racing GP        | Kalex KTM    | 6    | 15      |
| 77 | Marcel Schrötter   | Mahindra Racing     | Mahindra     | 5    | 23      |
| 10 | Alexis Masbou      | Caretta Technology  | Honda        | 0    | 10      |
| 19 | Alessandro Tonucci | Team Italia FMI     | FTR Honda    | 0    | 11      |
| 32 | Isaac Viñales      | Ongetta-Centro Seta | FTR Honda    | 0    | 27      |